# ウーズラ・アーノルト
ウーズラ・アーノルト（独: Ursula Arnold、1929年3月10日 - 2012年5月24日）は、ドイツの女性写真家。

## 経歴と活動
ウーズラ・アーノルトは、1950年～1955年までライプツィヒ版画・製本芸術大学で勉強した。1952年に結婚、1953年に息子を出産。1955年以降、ライプツィヒでフリーランスの写真家として活動。1956年～1957年「action fotografie」のメンバーとなる。1956年、東ベルリンに渡り、1985年まで東ドイツのテレビ局ドイツ・テレビ放送「ドラマ芸術」部門で、撮影技師として働いた。雇われ仕事としてだけでなく、1960年代終わり～1990年代初頭まで、さらに東ベルリンとブランデンブルクで写真活動をした。1950年代～1980年代の「街のなかにいる人びと」（独: Menschen in städtischer Umgebung）、1980年代～2000年代の「風景」（独: Landschaften）等の作品のなかには、東ベルリンとその周辺地域での生活世界の変化があらわれている。2002年にハンナ・ヘッヒ賞を受賞。2012年5月24日に83歳でトレプトウの自宅で死去。

## 受容
アーノルトの写真作品には、明らかに東ドイツの現実に対する批判的な観察が含まれている。東ドイツでは、写真はしばしば政治的教育の手段であり、公式的・体制順応的でない反体制的な観点は、認められなかった。そのなかで彼女は、体制には取り込まれなかった芸術家のひとりと見なされている。フランチスカ・シュミット（独: Franziska Schmidt）は、ベルリン・ギャラリーの展覧会のカタログのなかで次のように述べている。「（彼女の写真は）一人ぼっちで日常的な不安を持っている人びとのかすかで人目につかない人生の側面を示している。社会主義の勇敢な戦士である楽観的な人々、というプロパガンダ的でイデオロギー的な表現と、実際の支配的な空気とのあいだの不一致が彼女の写真にはあらわれている」。彼女の言葉のなかでは、「私が共感するのは、支配的な空気には属さないものである。私は日常的なもののなかで特別なもの、簡単なものを見つけ、そのニュアンスを集めて、生活を表現し[...]、匿名性のなかで似通っているものを見つけたい」
ライプツィヒとベルリンで制作されたリアルな写真の主要なテーマは、街のなかにいる人びとであり、そこから1980年代プレンツラウアー・ベルクの優れた写真が生まれた。1990年～1994年のあいだにアーノルトはベルリンの風景を撮影した。
エヴェリン・リヒターとアルノ・フィッシャーと共に、彼女は東ドイツで活動した写真家世代の代表者である。レナーテ・レッシンクやロジャー・レッシンクも参加していた芸術グループ「action fotografie」のメンバーでもあった。

## 受賞歴
2002 ハンナ・ヘッヒ賞

## 展覧会

### 個展
- 2002: Ursula Arnold – Hannah-Höch-Preis 2002, Neuer Berliner Kunstverein[7]
- 2009: Ursula Arnold, Kunststiftung Poll, Berlin[8]

### グループ展
- 2010: Eros und Stasi – Ostdeutsche Fotografie Sammlung Gabriele König. Ludwig Forum für Internationale Kunst, Aachen[9]
- 2011: Leipzig – Fotografie seit 1839. Abteilung 1918–1961, Stadtgeschichtlichen Museum Leipzig[10]

## 出版
- Ulrich Domröse; Alexander Tolnay: Ursula Arnold – Fotografien 1954–1990. Ausstellungskatalog, Neuer Berliner Kunstverein, Berlin 2002